# 오트빌롱느 캉통
오트빌롱느 캉통(프랑스어: Canton de Hauteville-Lompnes)은 프랑스의 캉통 중 하나로, 오베르뉴론알프 레지옹의 앵 주에 위치해 있다.
2015년 3월 프랑스 캉통 개편으로 소속 코뮌이 6개에서 41개로 대폭 늘었다. 관청 소재지는 오트빌롱느이다.

## 지리
벨레 아롱디스망과 낭튀아 아롱디스망에 각각 걸쳐 있는 캉통이며, 해발고도는 최소 431m부터 1,241m (코르마랑슈앙뷔제)까지, 평균고도는 817m이다.

## 인구
| 연도        | 인구   | ±% p.a. |
| ----------- | ------ | ------- |
| 2013        | 22,124 | —       |
| 2018        | 22,038 | −0.08%  |
| 출처: INSEE |        |         |

## 코뮌
오트빌롱느 캉통에는 다음과 같은 코뮌이 속해 있다.
- 앙글포르
- 아랑
- 아르믹스
- 아르트마르
- 벨몽뤼테지외
- 베옹
- 브레나즈
- 브레노
- 샬레
- 샹파뉴앙발로메
- 샹도르코르셀
- 샤보르네
- 슈빌라르
- 콩다민
- 코르보노
- 코를리에
- 코르마랑슈앙뷔제
- 퀼로즈
- 에보주
- 오트빌롱느
- 오발로메
- 오스티아즈
- 이즈나브
- 랑트네
- 로시외
- 롱니외
- 우트리아즈
- 프레밀리외
- 뤼피외
- 세셀
- 쉬트리외
- 탈리시외
- 테네
- 테질리외
- 비외
- 비외디즈나브
- 비리외르프티

## 같이 보기
- 앵 주의 캉통
- 프랑스의 캉통